# Mölschow
Mölschow er en by og kommune i det nordøstlige Tyskland, beliggende i Amt Usedom-Nord i den nordlige del af Landkreis Vorpommern-Greifswald. Landkreis Vorpommern-Greifswald ligger i delstaten Mecklenburg-Vorpommern.

## Geografi
Mölschow er beliggende mellem Zinnowitz og Wolgast mellem Peenestrom og Østersøkysten. Bundesstraße B 111 krydser kommunen. Usedomer Bäderbahns strækning mellem Wolgast (via Peenebrücke Wolgast), og Zinnowitz har trinbræt (tidligere station) i byen. Omkring seks kilometer mod vest ligger Wolgast og fem kilometer mod øst ligger amtets administrationsby Zinnowitz.
Også cykelruten Wolgast-Mölschow-Trassenheide med forbindelse til Karlshagen-Peenemünde, går gennem kommunen.

## Eksterne kilder og henvisninger
- Wikimedia Commons har flere filer relateret til Mölschow

- Kommunens side  på amtets websted
- Befolkningsstatistik mm Arkiveret 1. august 2017 hos  Wayback Machine